# Steropes latifrons
Steropes latifrons là một loài bọ cánh cứng trong họ Anthicidae. Loài này được Sumakov miêu tả khoa học năm 1908.